# Rubia cordifolia
Garance indienne
Espèce
La Garance indienne (Rubia cordifolia) est une espèce de plantes de la famille des Rubiaceae.
Utilisée sous le nom indien de Manjishta, elle est le purifiant sanguin le plus important en Ayurvéda. Elle est également réputée pour soigner les morsures de serpent et certaines affections dermatologiques comme l'acné.